# Pseudohadena pseudamoena
Pseudohadena pseudamoena là một loài bướm đêm trong họ Noctuidae.